# Potrero (California)
Potrero es un área no incorporada ubicada en el condado de San Diego en el estado estadounidense de California. La localidad se encuentra al norte de Tecate, México y al este con Campo y está conectada con la Ruta Estatal de California 94. Su población en 2007 era de 850 personas.

## Geografía
Potrero se encuentra ubicado en las coordenadas 32°36′N 116°36′O / 32.600, -116.600.